# Kepler-38
Kepler-38 (AB) (2MASS J19071928+4216451, KOI-1740, KIC 6762829) — затменная переменная двойная звезда типа Алголя. Находится в созвездии Лиры, на расстоянии около 600 парсек от Земли. Вокруг звезды обращается, как минимум одна экзопланета — Kepler-38 b.
Главная компонента — Kepler-38 А, представляет собой солнцеподобную звезду типа жёлтый карлик с температурой поверхности 5623 °К. Радиус Kepler-38 А больше в 1,8 раза солнечного, а масса составляет около 0,9 от массы Солнца. Второй компонент — Kepler-38 B, предположительно представляет собой звезду типа красный карлик и обращается на расстоянии около 0,146 а. е. от главной звезды. Радиус и масса Kepler-38 А составляет всего 0,27 и 0,25 от радиуса и массы Солнца соответственно. Звезды вращаются вокруг общего центра масс по орбите с большой полуосью 0,147 а. е. и эксцентриситетом 0,103, и делают один оборот за 8,8 земных суток.

## Планетная система
Вокруг двойной звезды Kepler-38 (AB) обращается, как минимум одна экзопланета — нептуноподобная Kepler-38 b. По характеру орбиты её можно отнести к группе планет с кратной орбитой (P-тип) — экзопланет, которые обращаются не вокруг одиночной звезды (как, например, Земля вокруг Солнца), а вокруг двойной или (очень редко) — большего числа звёзд.
| b | 0,384 | 0,384 (± 0,010) | 105,599 +0,038 −0,053 | 0,4632 +0,0082 −0,0092 | 0,032 |

## Статьи
- Jerome A. Orosz at all. The Neptune-Sized Circumbinary Planet Kepler-38b (англ.) // The Astrophysical Journal : журнал. — IOP Publishing, 2012. — Vol. 758, iss. November, no. 2. — P. 14—. — doi:10.1088/0004-637X/758/2/87. — Bibcode: 2012ApJ...758...87O. — arXiv:1208.3712v1.
- William F. Welsh at all. Recent Kepler Results On Circumbinary Planets (англ.) // The Formation, Detection, and Characterization of Extrasolar Habitable Planets : symposium. — IAU Symposium 293, 2013. — Iss. November. — P. 8. — arXiv:1308.6328v1.
- Rebecca G. Martin, Philip J. Armitage, Richard D. Alexander. Formation of circumbinary planets in a dead zone (англ.) // The Astrophysical Journal : журнал. — IOP Publishing, 2013. — Vol. 773, iss. July, no. 1. — P. 74—. — arXiv:1306.5241v1.
- D. W. Latham, T. M. Brown, D. G. Monet, M. Everett, G. A. Esquerdo, C. W. Hergenrother. The Kepler Input Catalog (англ.) // Bulletin of the American Astronomical Society[англ.] : журнал. — American Astronomical Society, 2005. — Vol. 37, iss. November. — P. 1340. — arXiv:1306.5241v1.

## Каталоги
- 2MASS=19071928+4216451 (англ.). VizieR Catalogue Service.
- Kepler-38 (англ.). SIMBAD.
- Kepler-38 b (англ.). Ames Research Center. Архивировано из оригинала 15 августа 2014 года.
- Kepler-38 b (англ.). NASA Exoplanet Archive.
- Kepler-38 b (англ.). Open Exoplanet Catalogue.